# 킥 애스 (캐릭터)
킥 애스(Kick-Ass)는 마블 코믹스의 자회사 아이콘 코믹스에서 발행되는 만화이자 등장인물이다.

## 개요
뉴욕에 사는 데이브 리제우스키(Dave Lizewski)는 슈퍼히어로를 동경하는 평범한 고교생이다. 데이브는 수트와 마스크를 만들어 몸에 장착해 자신 자체가 영웅이 되어 거리에서 활동을 시작한다. 하지만, 어떤 특수 능력도 강력한 무기도 없는 그는 첫 출동 때 범죄자에 의해 엉망진창이 되어 버린다. 이후 재활을 마친 데이브는 금속지지대를 뼈에박은 상태로 순찰을 재개하였고, 동영상에 찍혀 유투브에 업로드되고 곧 킥 애스(Kick-Ass)라는 이름으로 알려지게 된다. 데이브는 또한 마이스페이스를 운영하며, 도움을 구하는 사람을 찾게 되고, 힛걸을 비롯한 다른 영웅도 만나게 된다.